# Ronaldo Cisneros
Ronaldo Cisneros Morell (Torreón, 8 gennaio 1997) è un calciatore messicano, attaccante del Querétaro in prestito dal Guadalajara.

## Carriera

### Club
È cresciuto calcisticamente nel Santos Laguna, con il quale ha debuttato professionisticamente.

### Nazionale
Con il Messico under 20 gioca Nordamericano Under-20 in Nicaragua collezionando 5 presenze e segnando 6 reti, risultando il capocannoniere della competizione. Con l'Under-20 messicana nella primavera 2017 disputa il Mondiale di categoria in Corea del Sud dove colleziona 5 presenze e segna due reti.

## Palmarès

### Club

#### Competizioni nazionali
- Coppa del Messico: 1

Santos Laguna: Apertura 2014

### Individuale
- Capocannoniere del Campionato CONCACAF Under-20: 1

2017 (6 gol)